# Black Monday (2020)
Black Monday (conocido como el lunes negro en español) fue una caída de la Bolsa de Valores en el mercado global ocurrido el 9 de marzo de 2020, durante el colapso del mercado de valores de 2020. Los mercados abrieron con el porcentaje más bajo, precedidas de dos semanas de considerables caídas. Los mercados bursátiles mundiales sufrieron la mayor caída desde 2008, durante la Gran Recesión. Causas notables incluyeron una combinación de la Pandemia de COVID-19 y la guerra de precios del petróleo entre Rusia y Arabia Saudita.
En los Estados Unidos, se activó un interruptor automático después de que las acciones cayeran bruscamente, deteniendo el comercio durante quince minutos. El Índice de FTSE 100 abrió 560 puntos (8.6%) a la baja a 5920. Los índices en Asia, Europa continental y Estados Unidos también cayeron por varios porcentajes en el mismo día. El más afectado fue el MIB FTSE de Italia, abriendo un 11% más bajo. Otros efectos en el mercado financiero incluyeron el apuro por la seguridad de los bonos del gobierno (los rendimientos del Tesoro estadounidense a 10 años cayeron por debajo del 0.5% por primera vez) y la apreciación del yen japonés y el oro, que subió por encima de $ 1,700 / onza por primera vez en siete años.

## Antecedentes

### Guerra de precios del petróleo entre Rusia y Arabia Saudí
El 8 de marzo de 2020, Arabia Saudita inició una guerra de precios con Rusia, lo que provocó una caída importante en el precio del petróleo. El precio del petróleo de los Estados Unidos cayó un 34 %, el precio del crudo cayó un 26 % y el del petróleo Brent un 24 %. La guerra de precios fue provocada por una ruptura en el diálogo entre la Organización de Países Exportadores de Petróleo y el Gobierno de la Federación de Rusia sobre los recortes de producción de petróleo propuestos en medio de la pandemia de coronavirus 2019-20. Los precios del petróleo ya habían caído un 30 % desde el comienzo del año debido a una caída en la demanda. La caída de los precios fue una de las causas del colapso del mercado de valores global el 9 de marzo de 2020, conocido coloquialmente como Lunes negro.
La reducción en la demanda de viajes y la falta de actividad fabril debido al brote impactaron significativamente la demanda de petróleo, haciendo que su precio cayera. A mediados de febrero, la Agencia Internacional de Energía pronosticó que el crecimiento de la demanda de petróleo en 2020 sería el más pequeño desde 2011. La caída de la demanda china resultó en una reunión de la Organización de Países Exportadores de Petróleo (OPEP) para discutir un posible recorte en la producción para equilibrar la pérdida de demanda. Inicialmente, el cartel llegó a un acuerdo tentativo para reducir la producción de petróleo en 1,5 millones de barriles por día después de una reunión en Viena el 5 de marzo de 2020, lo que llevaría los niveles de producción al nivel más bajo desde la guerra de Irak.

## Caída
| Rango | Fecha      | Cercano   | Cambio    | Cambio | Ref    |
| Rango | Fecha      | Cercano   | Neto      | %      | Ref    |
| ----- | ---------- | --------- | --------- | ------ | ------ |
| 1     | 2020-03-09 | 23,851.02 | −2,013.76 | −7.79  | [ 32 ] |
| 2     | 2020-02-27 | 25,766.64 | −1,190.95 | −4.42  | [ 33 ] |
| 3     | 2018-02-05 | 24,345.75 | −1,175.21 | −4.60  | [ 34 ] |
| 4     | 2018-02-08 | 23,860.46 | −1,032.89 | −4.15  | [ 35 ] |
| 5     | 2020-02-24 | 27,960.80 | −1,031.61 | −3.56  | [ 36 ] |

Antes de la apertura, el mercado de futuros Dow Jones Industrial Average experimentó una caída de 1.300 puntos basada en el coronavirus y una caída en el precio del petróleo descrito anteriormente, lo que provocó el interruptor automático y provocó que el mercado de futuros suspendiera el comercio durante 15 minutos. Esta caída prevista de 1300 puntos establecería el 9 de marzo como uno de los más puntos que el Promedio Industrial Dow Jones ha caído en un solo día. Cuando el mercado abrió el 9 de marzo, el Dow Jones Industrial Average se desplomó 1800 puntos en la apertura, 500 puntos por debajo de la predicción. Los mercados continuaron cayendo hasta que invocaron una reducción comercial de 15 minutos.
El Dow Jones Industrial Average de Estados Unidos perdió más de 2000 puntos, descrito por The News International como "la mayor caída en el comercio intradía". El Dow Jones Industrial Average alcanzó una serie de "interruptores automáticos" comerciales para frenar las ventas en pánico. Las petroleras Chevron y ExxonMobil cayeron alrededor del 15%. El NASDAQ Composite, también en los Estados Unidos, perdió más de 620 puntos. [aclaración necesaria] El S&P 500 cayó un 7,6%. El índice compuesto S & P / TSX de Canadá terminó el día libre en más del 10%. IBOVESPA de Brasil cedió 12%, borrando más de 15 meses de ganancias para el índice. El ASX 200 de Australia perdió un 7,3%, su mayor caída diaria desde 2008. El FTSE 100 de Londres perdió un 7,7%, sufriendo su peor caída desde la crisis financiera de 2008. BP y Shell Oil experimentaron caídas en los precios intradía de casi un 20%. El FTSE MIB, CAC 40 y DAX también se hundieron, con Italia más afectada mientras continúa el brote de coronavirus en el país. Cayeron 11.17%, 8.39% y 7.94% respectivamente.
En varios mercados asiáticos —Japón, Singapur, Filipinas e Indonesia— las acciones disminuyeron más del 20% desde sus picos más recientes, entrando en territorio de mercado bajista. En Japón, el Nikkei 225 se desplomó un 5,1%. En Singapur, el índice Straits Times cayó un 6,03%. En China, el índice CSI 300 perdió un 3%. En Hong Kong, el índice Hang Seng se hundió 4.2%. En Pakistán, el PSX experimentó la mayor caída intradía en la historia del país, perdiendo 2.302 puntos o 6.02%. El mercado cerró con el índice KSE 100 cayendo un 3,12%.

## Uso del término 'Lunes Negro'
A medida que el hashtag #BlackMonday fue tendencia en Twitter, organizaciones de noticias como Associated Press, The Economist, Fast Company y Yahoo Finance UK se refirieron a la venta como "Lunes Negro" tan pronto como la mañana estaba ocurriendo. Si bien The Guardian inicialmente se refirió a él como "Crash Monday", también se refirió a él como "The Black Monday of 2020" para distinguirlo de la caída de 1987 del mismo nombre. The Associated Press también citó a un analista de la compañía financiera australiana OFX diciendo: "Una combinación de conmociones ha llevado a los mercados a un frenesí sobre lo que sólo puede describirse como 'Lunes negro' ... Una combinación de la guerra de precios del petróleo de Rusia contra Arabia Saudita, un colapso en la renta variable y la escalada en los problemas de coronavirus han creado un cóctel asesino para empeorar la resaca de la semana pasada ".